# Klein-Gumpen

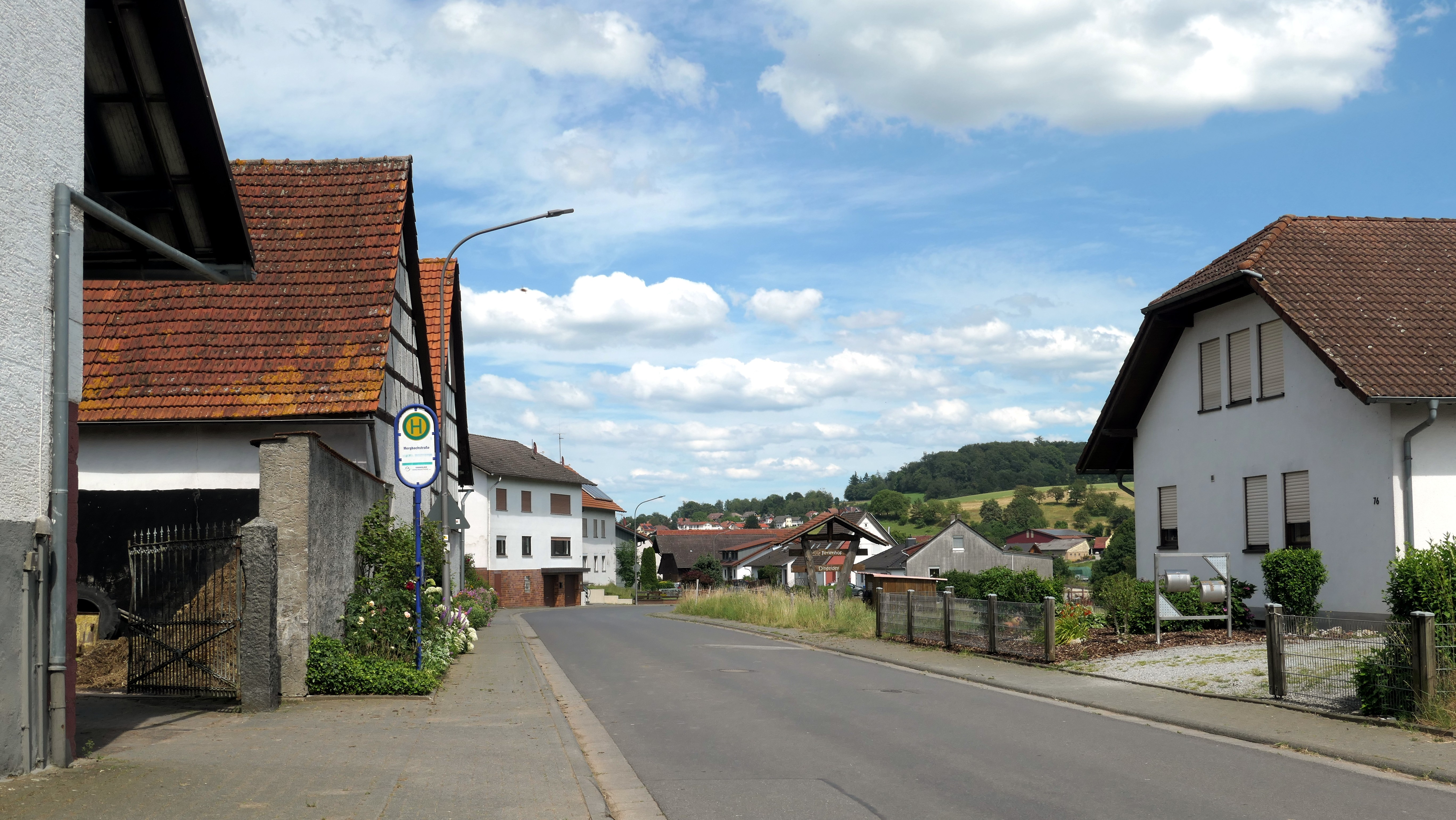
Klein-Gumpen, Mergbachstraße (2024)

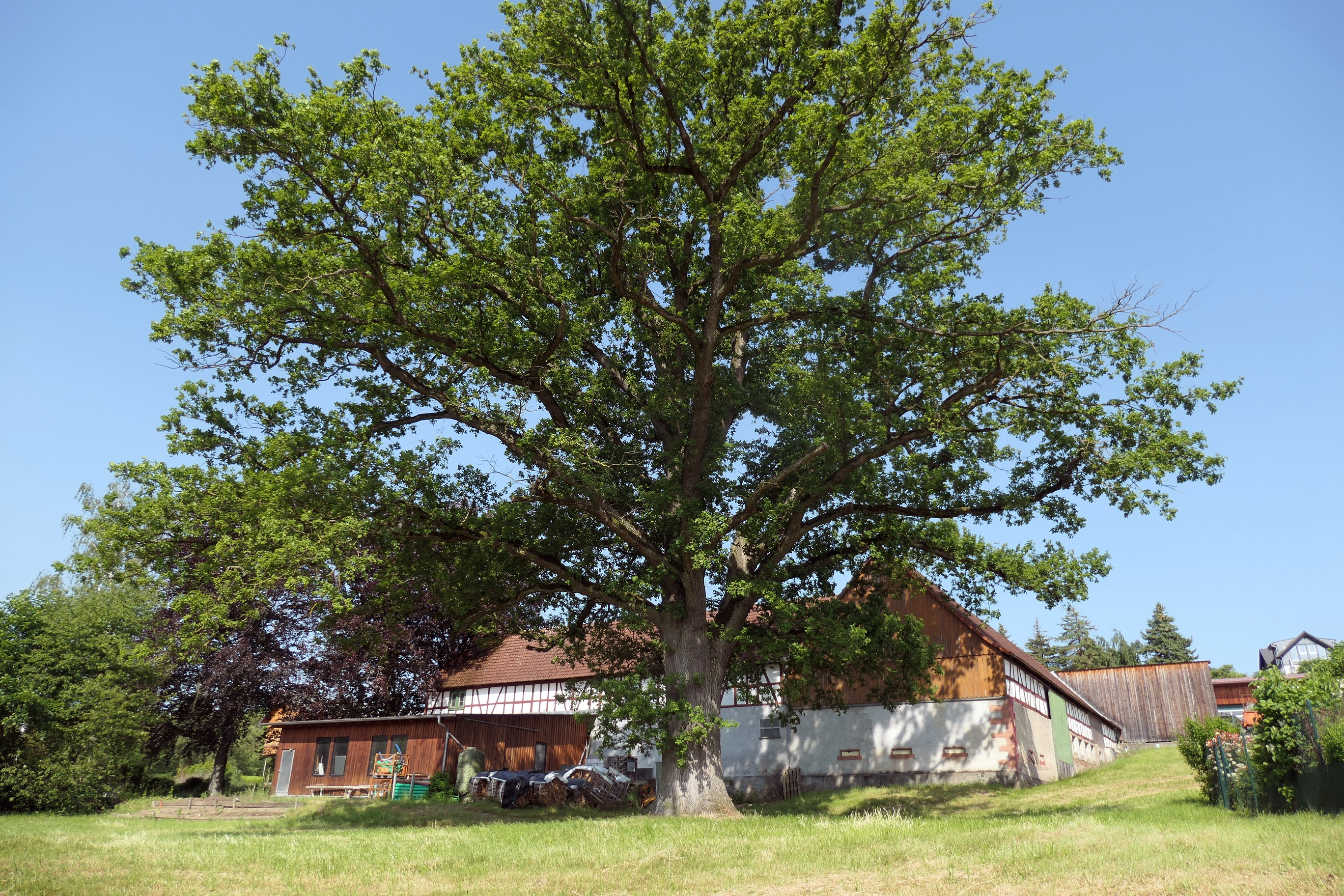
Naturdenkmal „Eiche in Klein-Gumpen“ (2023)

Klein-Gumpen ist ein Ortsteil der Gemeinde Reichelsheim im südhessischen Odenwaldkreis.

## Geographie
Das offene, langgestreckte Dorf bei doppelseitiger Gehängelage, Klein-Gumpen, liegt im Granitgebiet des Odenwaldes, am  Ende des oberen Gersprenztal. Es liegt ca. 13,5 km nordwestlich von Erbach und einen Kilometer südöstlich der Kerngemeinde Reichelsheims entfernt. Der Ort liegt innerhalb des Geo-Naturpark Bergstraße-Odenwald am Mergbach. Der Ortsteil Klein-Gumpen ist begrenzt durch die 291,5 Hektar umfassenden Gemarkung Klein-Gumpen. In der Gemarkung liegt der Siedlungsplatz Windhof. An der südöstlichen Gemarkungsgrenze fließt der Mergbach, der hier durch mehrere kleine Bäche gespeist wird und zusammen mit dem Osterbach die Gersprenz bildet.
An den Ortsteil Klein-Gumpen grenzen, von Norden beginnend, im Uhrzeigersinn, die Reichelsheimer Ortsteile Laudenau, der Hauptort, Gumpen sowie der Ortsteil Winterkasten der Stadt Lindenfels. Der Ortsteil Klein-Gumpen grenzt im Südosten an die Bundesstraßen 38 und 47 die hier auf einer gemeinsamen Trasse verlaufen. Durch den Ort führt die Kreisstraße 77 die am südlichen Ende der Kerngemeinde von der Bundesstraße abzweigt.

## Geschichte

### Ersterwähnung
Die älteste erhaltene Erwähnung des Dorfes stammt von 1321. In der Folgezeit wurde Klein-Gumpen unter den folgenden Namen erwähnt (in Klammern das Jahr der Erwähnung):
- Niedergumpen (1321)
- Zum Gumpen (1363)
- Gumppen in den langen Erlen (1438)
- in der langen Erlen zu Gumpen (1456)
- Gümpen inferior (16. Jahrhundert)
- Gumrsen in der largen Erben (1722)
- Klein Gumpen (1748)
- Ober-Kleingumpen; Kleingumpen (1827)

### Ortsgeschichte
Kein-Gumpen gehörte als Kondominat den Grafen von Erbach und den Herren von Gemmingen.
In der Grafschaft Erbach gehörte Klein-Gumpen zum Amt Reichenberg der Grafschaft Erbach, die mit der Mediatisierung 1806 Teil des Großherzogtums Hessen wurde. Das Patrimonialgericht Laudenau, zu dem auch Klein-Gumpen gehörte, hatten allerdings die Freiherren von Gemmingen inne. Ab 1822 gehörte Klein-Gumpen zum Landratsbezirk Erbach, ab 1852 zum Kreis Lindenfels, ab 1874 zum Kreis Erbach (ab 1939: „Landkreis Erbach“), der – mit leichten Grenzberichtigungen – seit 1972 Odenwaldkreis heißt.
1826 trat die Familie von Gemmingen ihre Rechte an dem Patrimonialgericht an den Staat ab. Nach Auflösung des Patrimonialgerichts 1827 nahm die erstinstanzliche Rechtsprechung „provisorisch“ zunächst für ein Jahr das Landgericht Lichtenberg, dann ab 1828 das Landgericht Michelstadt wahr, ab 1853 das Landgericht Fürth, ab 1879 das Amtsgericht Fürth, ab 1904 das Amtsgericht Reichelsheim und nach dessen Auflösung 1968 das Amtsgericht Michelstadt.
Im Jahr 1927 wurde Ober-Klein-Gumpen als eigene Gemeinde ausgegliedert.
Hessische Gebietsreform (1970–1977)
zum 31. Dezember 1971 wurde die bis dahin selbständige Gemeinde Klein-Gumpen  im Zuge der Gebietsreform in Hessen auf freiwilliger Basis in die Gemeinde Reichelsheim i. Odw. eingegliedert.
Für Klein-Gumpen sowie für die meisten im Zuge der Gebietsreform nach Reichelsheim  eingegliederten Gemeinden ein Ortsbezirk gebildet.

### Verwaltungsgeschichte im Überblick
Die folgende Liste zeigt die Staaten und Verwaltungseinheiten, denen Klein-Gumpen angehört(e):
- vor 1718: Heiliges Römisches Reich, Kondominat zwischen den Grafen von Erbach und den Herren von Gemmingen, Amt Reichenberg
- ab 1718: Heiliges Römisches Reich, Grafschaft Erbach-Erbach, Anteil an der Grafschaft Erbach / Herren von Gemmingen, Amt Reichenberg
- ab 1806: Großherzogtum Hessen (Souveränitätslande),[Anm. 2] Fürstentum Starkenburg, Amt Reichenberg (Standesherrschaft Erbach / Herren von Gemmingen)
- ab 1815: Großherzogtum Hessen[Anm. 3] (Souveränitätslande), Provinz Starkenburg, Amt Reichenberg
- ab 1820: Großherzogtum Hessen, Provinz Starkenburg, Amt Reichenberg (Patrimonialgericht Laudenau)
- ab 1822: Großherzogtum Hessen, Provinz Starkenburg, Landratsbezirk Erbach[Anm. 4]
- ab 1848: Großherzogtum Hessen, Regierungsbezirk Erbach
- ab 1852: Großherzogtum Hessen, Provinz Starkenburg, Kreis Lindenfels
- ab 1867: Großherzogtum Hessen, Provinz Starkenburg, Kreis Erbach
- ab 1871: Deutsches Reich,[Anm. 5] Großherzogtum Hessen, Provinz Starkenburg, Kreis Erbach
- ab 1874: Deutsches Reich (Weimarer Republik), Großherzogtum Hessen, Provinz Starkenburg, Kreis Erbach
- ab 1918: Deutsches Reich, Volksstaat Hessen,[Anm. 6] Provinz Starkenburg, Kreis Erbach
- ab 1938: Deutsches Reich, Volksstaat Hessen, Landkreis Erbach[18][Anm. 7]
- ab 1945: Deutsches Reich, Amerikanische Besatzungszone,[Anm. 8] Groß-Hessen, Regierungsbezirk Darmstadt, Landkreis Erbach
- ab 1946: Deutsches Reich, Amerikanische Besatzungszone, Land Hessen, Regierungsbezirk Darmstadt, Landkreis Erbach
- ab 1949: Bundesrepublik Deutschland, Land Hessen, Regierungsbezirk Darmstadt, Landkreis Erbach
- ab 1972: Bundesrepublik Deutschland, Land Hessen, Regierungsbezirk Darmstadt, Odenwaldkreis, Gemeinde Reichelsheim[Anm. 9]

## Bevölkerung

### Einwohnerentwicklung
- 1961: 221 evangelische (= 87,70 %), 31 katholische (= 12,30 %) Einwohner[4]

| Klein-Gumpen: Einwohnerzahlen von 1829 bis 2022 | Klein-Gumpen: Einwohnerzahlen von 1829 bis 2022 | Klein-Gumpen: Einwohnerzahlen von 1829 bis 2022 | Klein-Gumpen: Einwohnerzahlen von 1829 bis 2022 | Klein-Gumpen: Einwohnerzahlen von 1829 bis 2022 |
| --- | ----------------------------------------------- | ----------------------------------------------- | ----------------------------------------------- | ----------------------------------------------- |
| Jahr |                                                 |                                                 |                                                 | Einwohner                                       |
| 1829 | 1829                                            |                                                 | 306                                             | 306                                             |
| 1834 | 1834                                            |                                                 | 210                                             | 210                                             |
| 1840 | 1840                                            |                                                 | 236                                             | 236                                             |
| 1846 | 1846                                            |                                                 | 255                                             | 255                                             |
| 1852 | 1852                                            |                                                 | 261                                             | 261                                             |
| 1858 | 1858                                            |                                                 | 258                                             | 258                                             |
| 1864 | 1864                                            |                                                 | 222                                             | 222                                             |
| 1871 | 1871                                            |                                                 | 233                                             | 233                                             |
| 1875 | 1875                                            |                                                 | 227                                             | 227                                             |
| 1885 | 1885                                            |                                                 | 242                                             | 242                                             |
| 1895 | 1895                                            |                                                 | 243                                             | 243                                             |
| 1905 | 1905                                            |                                                 | 245                                             | 245                                             |
| 1910 | 1910                                            |                                                 | 249                                             | 249                                             |
| 1925 | 1925                                            |                                                 | 253                                             | 253                                             |
| 1939 | 1939                                            |                                                 | 218                                             | 218                                             |
| 1946 | 1946                                            |                                                 | 266                                             | 266                                             |
| 1950 | 1950                                            |                                                 | 271                                             | 271                                             |
| 1956 | 1956                                            |                                                 | 270                                             | 270                                             |
| 1961 | 1961                                            |                                                 | 252                                             | 252                                             |
| 1967 | 1967                                            |                                                 | 299                                             | 299                                             |
| 1970 | 1970                                            |                                                 | 379                                             | 379                                             |
| 1980 | 1980                                            |                                                 | ?                                               | ?                                               |
| 1990 | 1990                                            |                                                 | ?                                               | ?                                               |
| 2000 | 2000                                            |                                                 | ?                                               | ?                                               |
| 2011 | 2011                                            |                                                 | 822                                             | 822                                             |
| 2022 | 2022                                            |                                                 | 830                                             | 830                                             |
| Datenquelle: Historisches Gemeindeverzeichnis für Hessen: Die Bevölkerung der Gemeinden 1834 bis 1967. Wiesbaden: Hessisches Statistisches Landesamt, 1968. Weitere Quellen: LAGIS; Zensus 2011; Gemeinde Reichelsheim |                                                 |                                                 |                                                 |                                                 |

### Einwohnerstruktur 2011
Nach den Erhebungen des Zensus 2011 lebten am Stichtag dem 9. Mai 2011 in Klein-Gumpen 822 Einwohner. Darunter waren 51 (6,2 %) Ausländer.
Nach dem Lebensalter waren 123 Einwohner unter 18 Jahren, 342 zwischen 18 und 49, 204 zwischen 50 und 64 und 153 Einwohner waren älter.
Die Einwohner lebten in 357 Haushalten. Davon waren 96 Singlehaushalte, 102 Paare ohne Kinder und 114 Paare mit Kindern, sowie 36 Alleinerziehende und 6 Wohngemeinschaften. In 60 Haushalten lebten ausschließlich Senioren und in 246 Haushaltungen lebten keine Senioren.

## Politik
Ortsbeirat
Für Klein-Gumpen besteht ein Ortsbezirk (Gebiete der ehemaligen Gemeinde Klein-Grmpen) mit Ortsbeirat und Ortsvorsteher, nach Maßgabe der §§ 81 und 82 HGO und des Kommunalwahlgesetzes in der jeweils gültigen Fassung gebildet. Der Ortsbeirat besteht aus fünf Mitgliedern. Bei den Kommunalwahlen in Hessen 2021 betrug die Wahlbeteiligung zum Ortsbeirat Klein-Gumpen 52,09 %. Dabei wurden gewählt: zwei Mitglieder der SPD und drei Mitglieder der Gemeinschaftsliste „CDU und Reichenbacher Wählergemeinschaft“ (CDU-RWG). Der Ortsbeirat wählte Michael Grün (CDU-RWG) zum Ortsvorsteher.

## Wissenswert
Klein-Gumpen war wiederholt im Wettbewerb Unser Dorf soll schöner werden erfolgreich.